# Balthazar Grandjean
Pour les articles homonymes, voir Grandjean.
 (mars 2020).
Si vous disposez d'ouvrages ou d'articles de référence ou si vous connaissez des sites web de qualité traitant du thème abordé ici, merci de compléter l'article en donnant les références utiles à sa vérifiabilité et en les liant à la section « Notes et références ».
Balthazar Grandjean, né le 26 janvier 1760 à Nancy (Meurthe-et-Moselle), mort le 3 décembre 1824 à Orléans (Loiret), est un général français de la Révolution et de l’Empire.

## État de services
Il entre en service en 1778, dans le 58e régiment d'infanterie, et en 1781, il passe dans l'Armée des côtes de l'Océan. Il est nommé sergent en 1782, et après avoir obtenu son congé le 28 juillet 1785, il se retire dans ses foyers.
Le 22 février 1790, il s'engage dans la garde nationale de son département, et le 22 juillet 1792, il passe adjudant-major dans le 6e bataillon de la Meurthe, avec lequel il se rend à l'armée de la Moselle. Le 23 octobre 1793, il prend les fonctions d'aide de camp du général Jacopin, et il se distingue au combat de Kaiserslautern.
Il est nommé chef de bataillon le 3 mai 1794, dans la 110e demi-brigade d'infanterie, à l'Armée de Sambre-et-Meuse, et chef de brigade le  13 juin 1795 à la 16e Demi-brigade d'Infanterie de Ligne. Le 26 novembre 1797, il devient commandant d'arme de la place d'Aix-la-Chapelle.
Il est promu Général de brigade le 29 août 1803, et il est fait chevalier de la Légion d'honneur le 11 décembre 1803, et commandeur de l'ordre le 14 juin 1804. 
Il fait les campagnes de 1804 et 1805 à l'armée de Hanovre, et il se distingue à l'armée du Nord en 1806. En 1807 et 1808, il commande la 3e brigade de la 1re division du 8e corps de la Grande Armée. Le 18 janvier 1808 il est affecté à la division de réserve d'infanterie du général Verdier, organisée à Orléans. 
En avril 1808, il rejoint l'état-major général de l'Armée d'Espagne, et en mars 1809, il est affecté à la 5e division militaire, puis en 1810, à la 6e division militaire, et enfin en 1810 il prend le commandement de la 3e brigade de la division de réserve du général Caffarelli.
Il est admis à la retraite le 12 août 1811.
En 1815, il est nommé maire d'Orléans.

## Campagnes
- 1804-1806 : affecté à l'Armée du Hanovre ;
- 1806-1807 : affecté à l'Armée du Nord ;
- 1807 : affecté à la Grande Armée ;
- 1808-1809 :  affecté à la division Leval du 4e corps de l'Armée d'Espagne ;

## Décorations
- 14 juin 1804 : Commandant de la Légion d'honneur.

## Hommage et honneurs
- 23 juin 1810 : Chevalier des Grands-Chenets et de l'Empire ;
- 28 décembre 1816 : Confirmation du titre par lettres patentes.

## Armoiries
« D'azur, à deux étoiles d'or, posées en bande, à la bordure de gueules, chargée du signe des légionnaires (Règlement sur lettres patentes du 28 décembre 1816, confirmant le titre de chevalier héréditaire). »